# Bildnis einer Frau (Klimt)

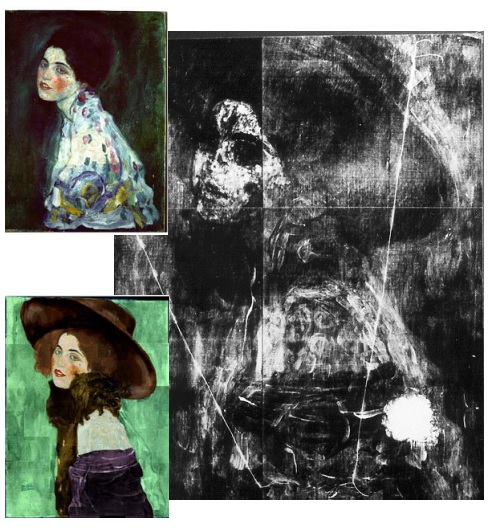
Links unten die Ursprungsfassung

Bildnis einer Frau (auch Porträt einer Dame) ist ein Ölgemälde des österreichischen Malers Gustav Klimt (1862–1918), entstanden zwischen 1916 und 1917. Es gehört zu einer Serie von Damenporträts aus den letzten Lebensjahren des Künstlers. Es stellt die Übermalung eines anderen Frauenporträt dar, Dame mit Hut, auch Backfisch genannt und 1912 in Dresden ausgestellt, welches als verschollen galt.
Das Gemälde wurde 1925 vom italienischen Sammler Giuseppe Ricci Oddi erworben und wurde ab 1931 in der Galleria d'arte moderna Ricci Oddi in Piacenza gezeigt. Es war von Februar 1997 bis Dezember 2019 als gestohlen gemeldet. Es zählte zu den meistgesuchten Kunstwerken der Welt. Wiedergefunden wurde es in einem verborgenen Lagerraum des Museums, welches es besaß.

## Sujet
In den Jahren 1916 bis 1918 porträtierte Klimt mehrere Frauen, „einerseits Damen aus höchsten Kreisen, anderseits junge Mädchen aus der Unterschicht, die sein Atelier zahlreich bevölkerten.“ Das gegenständliche Gemälde zeigt Gesicht und Torso einer jungen Frau mit braunem Haar vor grünem Hintergrund, ein Viertelprofil.
Es ist nicht bekannt, welche Frau das Gemälde zeigt.
Dass es sich um die Übermalung eines anderen Sujets handelt, wurde erst 1996, kurz vor dem vermeintlichen Diebstahl, von einer italienischen Schülerin entdeckt. Während ihrer Recherchen konsultierte die Studentin Johannes Dobais Klimts Gesamtwerk und bemerkte die Ähnlichkeit des in Piacenza ausgestellten Porträts mit dem im Text wiedergegebenen und auf 1912 datierten Porträt eines Mädchens. Übermalt hat Klimt ein eigenes „verschollenes“ Frauen-Porträt, welches 1912 in Dresden ausgestellt war und später von Kunsthistorikern gesucht wurde. Das Mädchen im Ursprungsbild soll als Backfisch bezeichnet worden sein, es zeigte eine junge Frau mit Hut und Boa in ähnlicher Pose. Diese Frau soll eine Narbe gehabt haben. Vom übermalten Sujet existiert eine Reproduktion.

## Provenienz
Das Bild befindet sich seit 1925 durchgehend im Besitz der Sammlung von Giuseppe Ricci Oddi (1868–1936). Im Jahr 1931 wurde die Galleria d’arte moderna Ricci Oddi errichtet, ein Kunstmuseum in Piacenza, eigens konzipiert für die Sammlungen von Giuseppe Ricci Oddi. Dort war das Gemälde ständig ausgestellt. Das Museum zeigt überwiegend Werke italienischer Künstler des 19. und frühen 20. Jahrhundert, durchweg gegenständliche Malerei und figurative Plastik.
Am 22. Februar 1997 wurde das Gemälde aus dem Museum entwendet. Die Alarmanlage war damals wegen Renovierung außer Betrieb. Es wurde vermutet, dass die Diebe über das Dach geflüchtet wären. Die polizeilichen Ermittlungen konzentrierten sich zuerst auf Aufseher der Galerie, wurden jedoch in der Folge mangels Beweisen eingestellt. Das Bild galt aufgrund seiner Bekanntheit als unverkäuflich. Es war weltweit in allen Registern für gestohlene Kunstwerke registriert. Am 10. Dezember 2019 wurde – nachdem Efeu von der Außenwand entfernt worden war – ein Hohlraum an der Mauer zum Garten des Museums entdeckt. Darin befand sich, in schwarzem Plastik verpackt, das Gemälde, welches laut BBC unverändert mit Stempel und Siegel versehen war. Das Werk sei in relativ gutem Zustand. Seit der Wiederentdeckung wird es im Tresor einer Filiale der italienischen Zentralbank aufbewahrt. Unmittelbar nach der Wiederauffindung des Gemäldes beauftragte die Staatsanwältin Ornella Chicca eine Expertenüberprüfung, ob das Gemälde echt ist. Das Ergebnis der Untersuchung wurde im Januar 2020 bekanntgegeben: „Ich kann Ihnen mit nicht geringen Emotionen sagen, dass die Arbeit authentisch ist“, so Chicca gegenüber der Presse. Nach Abschluss der Untersuchungen wird das Gemälde wieder ins Museum zurückkehren und dort ausgestellt werden.
Der Wert des Gemäldes beträgt laut Museum 60 bis 100 Millionen Euro.
Im Februar 2020 meldeten sich zwei Männer, die bereits wegen Kunstdiebstählen verurteilt worden waren, bei der Tageszeitung Libertá und dem Journalisten Ermanno Mariani, der 2018 ein Buch über das verschwundene Bild publiziert hatte. In Briefform gestanden sie den Diebstahl und erklärten, sie hätten das Gemälde der Stadt „als Weihnachtsgeschenk“ zurückgegeben, nachdem die Tat verjährt ist. Die Justizbehörden ermitteln jedoch gegen die Witwe von Stefano Fugazza (1955–2009), des ehemaligen Direktors des Museums, wegen Hehlerei. Laut Libertá wurde die Wohnung der Frau durchsucht.